# Деражнянский район
Дера́жнянский райо́н (укр. Деражнянський район) — упразднённая административная единица на востоке Хмельницкой области Украины. Административный центр — город Деражня.

## География
Площадь 910 км².

## История
21 января 1959 года к Деражнянскому району была присоединена часть территории упразднённого Волковинецкого района.
17 июля 2020 года этот район вошёл в состав Хмельницкого района. Администрация и районный совет распустились.

## Демография
Население района составляет 30 937 человек (данные 2019 г.), в том числе в городских условиях проживают около 14 091 человек, в сельских — 16 846 человек.